# Maksym Schapowal

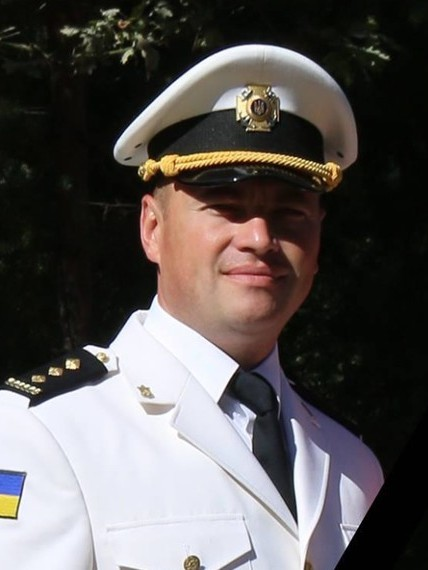
Maksym Schapowal, um 2016

Emblem des Nachrichtendienstes des Verteidigungsministeriums der Ukraine

Maksym Mychajlowytsch Schapowal (ukrainisch Максим Михайлович Шаповал; * 6. Juli 1978 in Winnyzja, Ukrainische SSR; † 27. Juni 2017 in Kiew, Ukraine) war ein ukrainischer Oberst und Leiter der Sondereinheiten der Hauptdirektion des Nachrichtendienstes des Verteidigungsministeriums der Ukraine. Posthum wurde er zum Generalmajor befördert.

## Leben
Maksym Schapowal kam in Winnyzia als Sohn eines Militärpiloten zur Welt und schlug nach seinem Schulabschluss ebenfalls eine militärische Laufbahn ein. Seit dem Beginn seiner Offizierslaufbahn diente er im militärischen Geheimdienst, zuletzt im Dienstrang eines Obersts.
Vor dem Krieg in der Ukraine seit 2014 nahm er an friedenserhaltenden Operationen teil. Zu Beginn des Ukrainekrieges erhielt er den Auftrag, die Unabhängigkeit und territoriale Integrität der Ukraine im militärischen Operationsgebiet in der Oblast Donezk und Luhansk zu schützen. In dieser Funktion war er an mehreren Schlachten, unter anderem der Schlacht um den Flughafen Donezk, der Befreiung mehrerer besetzter ukrainischer Städte sowie an der Planung und Durchführung von Aufklärungsangriffen hinter den feindlichen Linien beteiligt.
Schapowal wurde am 27. Juni 2017 um etwa 8:10 Uhr durch eine Autobombe im Rajon Solomjanka der ukrainischen Hauptstadt Kiew getötet. Das Attentat wurde als terroristische Handlung eingestuft, die von russischen Spezialdiensten ausgeführt wurde. Er wurde in Kiew auf dem Baikowe-Friedhof bestattet.

## Ehrungen
Posthum wurde Schapowal am 30. Juni 2017 vom Präsidenten der Ukraine zum Generalmajor ernannt und am 7. September 2017 wurde ihm posthum der Titel „Held der Ukraine“ verliehen. Am 6. Dezember 2018 erhielt eine Straße in Kiew auf Beschluss des Kiewer Stadtrats seinen Namen.